# Paranacoleia lophophoralis
Paranacoleia lophophoralis là một loài bướm đêm trong họ Crambidae.